# Jurassic World: El regne caigut
Jurassic World: El regne caigut (títol original: Jurassic World: Fallen Kingdom) és una pel·lícula d'aventures de ciència-ficció americana dirigida per J. A. Bayona. La pel·lícula és una continuació de Jurassic World (2015) i és la cinquena entrega de la sèrie de cinema Jurassic Park, així com el segon lliurament d'una trilogia Jurassic World programada. La pel·lícula compta amb Derek Connolly i el director del Jurassic World, Colin Trevorrow, que tornen com a escriptors, amb Trevorrow i el director del Jurassic Park Steven Spielberg, que actuen com a productors executius. La pel·lícula està ambientada a l'illa fictícia d'Isla Nublar, situada a la costa del Pacífic d'Amèrica Central. El rodatge va tenir lloc entre febrer i juliol de 2017 a Anglaterra i Hawaii. Ha estat doblada al català.
Chris Pratt, Bryce Dallas Howard i B. D. Wong reprendran els seus papers de la pel·lícula anterior, amb James Cromwell, Ted Levine, Justice Smith, Geraldine Chaplin, Daniella Pineda, Toby Jones, Rafe Spall i Isabella Sermon que s'uneixen al repartiment. Jeff Goldblum reprendrà el paper de Dr. Ian Malcolm de la pel·lícula original i la seqüela de 1997.
Universal Pictures ha programat la pel·lícula que s'estrenarà als Estats Units el 22 de juny de 2018. Una seqüela es llançarà l'11 de juny de 2021.

## Argument
Després de la desaparició del parc temàtic Jurassic World a Isla Nublar, els dinosaures recorren lliurement a l'illa durant quatre anys fins que una imminent erupció volcànica amenaça amb fer-los extingits per segona vegada. Claire Dearing (Bryce Dallas Howard), l'antiga administradora del parc, ha fundat el Dinosaur Protection Group, una organització dedicada a salvar els dinosaures. Claire recluta a Owen Grady (Chris Pratt), un ex entrenador de dinosaures que treballava al parc, per ajudar-lo a rescatar els dinosaures restants de l'illa. Owen també tracta de trobar Blue, l'últim que resta dels quatre velocíptors que va entrenar, però ell i Claire descobreixen una conspiració que podria fer que els dinosaures tornin a dominar la terra una vegada més.

## Repartiment
- Chris Pratt com a Owen Grady un veterà de la Marina, antic entrenador de dinosaures i l'exparella de Claire Dearing.
- Bryce Dallas Howard com a Claire Dearing, l'ex gerent d'operacions de Jurassic World va activar els drets dels dinosaures i la núvia d'Owen Grady, que va fundar el Grup de Protecció de Dinosaures per evacuar els dinosaures supervivents de Isla Nublar.
- B. D. Wong com a Dr. Henry Wu, l'antic cap genetista del Jurassic World i de Jurassic Park.
- James Cromwell com a Benjamin Lockwood, El soci de John Hammond en el desenvolupament de la tecnologia per clonar dinosaures.
- Ted Levine com a Ken Wheatley
- Justice Smith com a Franklin Webb, un antic tècnic de TI per a Jurassic World que actualment és l'analista de sistemes de Dinosaur Protection Group.

## Producció

### Filmació
El rodatge va començar a Langley Business Center a Slough, Anglaterra, el 23 de febrer de 2017. La major part del rodatge a Anglaterra es va dur a terme a Pinewood Studios. La producció també va tenir lloc a Hawaii, que es va utilitzar com a lloc de rodatge primari. Les escenes rodades a Hawaii es van establir a Isla Nublar, l'illa fictícia que apareix a la primera i quarta pel·lícules. També s'espera que es tregui escenes al Parc Nacional de Brecon Beacons a Gal·les. La pel·lícula presenta més dinosaures que qualsevol pel·lícula anterior de la sèrie. Animatronics es va utilitzar per representar molts dels dinosaures. Spielberg va mostrar escenes de la pel·lícula durant la producció i va oferir les seves opinions a Bayona.
A l'abril de 2017, es van rodar escenes a East Berkshire College a Berkshire, Anglaterra. Més tard, aquest mes, la filmació va tenir lloc a Hartland Park, anteriorment el lloc de proves de motors de motor Pyestock, a Fleet, Hampshire, Anglaterra. Les escenes van ser programades per ser filmades en sets a Hawley Common, també a Hampshire. El 10 de maig de 2017, es va informar que es filmaven escenes a la base militar de Rock Barracks, prop de Woodbridge, Suffolk. Goldblum va començar a rodar les seves escenes el mateix dia. El 24 de maig de 2017, es van disparar escenes a l'aeroport de Blackbushe de Hampshire, que es trobava en un camp d'aviació nord-americà. El rodatge al Regne Unit va concloure el 9 de juny de 2017. Fins a aquest punt, Trevorrow va estar present com a escriptor fix per a cada dia de producció per tal que pogués ajudar a Bayona amb possibles canvis de guió. Goldblum va rodar les seves escenes als Pinewood Studios i va concloure el seu rodatge en l'últim dia de rodatge al Regne Unit.
El rodatge a Hawaii va començar el 13 de juny de 2017. El 21 de juny de 2017, la filmació es va iniciar a Heeia Kea Small Boat Harbour a Heyea, Hawaii. Més de la meitat del port estava tancat per a la filmació, que requeria l'ús de màquines de fum. Es van programar escenes al port durant tot el final del mes. El 22 de juny de 2017, el títol oficial de la pel·lícula va ser anunciat com Jurassic World: Fallen Kingdom. En aquella època, la filmació estava en marxa a Kualoa Ranch a l'illa hawaiana d'Oahu. El 7 de juliol de 2017, es va produir la filmació a l'Hola de Oahu. Chris Pratt i Bryce Dallas Howard es van veure a la platja de l'oceà durant la filmació del Jurassic World: Fallen Kingdom. El rodatge es va concloure el 8 de juliol de 2017. Bayona va dir que fer que la pel·lícula fos el repte més gran de la seva vida.

## Màrqueting
Un clip de sis segons de la pel·lícula va ser llançat el 22 de novembre de 2017. El primer tràiler va ser anunciat per llançar-se el 30 de novembre de 2017. Es va confirmar més tard que això era incorrecte. A principis de desembre de 2017 es van publicar diversos teaser trailers i una featurette darrere les càmeres de la pel·lícula, abans del llançament d'un tràiler de durada completa el 7 de desembre. That month, Universal va llançar un lloc web per a la Dinosaur Protection Group. Va incloure informació general sobre el grup i el seu esforç per salvar els dinosaures de l'illa, així com un video amb Howard, Pineda i Smith com els seus personatges. El lloc web va ser creat per Timothy Glover i Jack Anthony Ewins, que va crear el lloc web de Masrani Global per a Jurassic World. Un segon tràiler emès durant la Super Bowl LII el 4 de febrer de 2018. Un tràiler teaser de 30 segons es va llançar el 13 d'abril de 2018, anunciant el llançament d'un tercer tràiler complet el 18 d'abril. Els diversos tràilers i anuncis de la pel·lícula van incloure escenes del final que representen el Tyrannosaurus rex i el Mosasaurus lliures al món. Això va frustrar Trevorrow, que va preferir no mostrar aquestes escenes abans de l'estrena de la pel·lícula.
Universal va tenir el benefici d'una campanya de màrqueting global pels seus socis valorada en 185 milions de dòlars, més del doble del valor del programa associat anterior de la pel·lícula. La campanya va comptar amb nou socis—Dairy Queen, Doritos, Dr Pepper, Ferrero SpA, Jeep, Juicy Fruit, Kellogg's, M&M's, i Skittles—que van emetre anuncis televisius i vendre productes per promoure la pel·lícula. La campanya de màrqueting global va consistir 1.300 milions productes promocionals, incloent 100 milions de caixes de productes de Kelloggs i 15 milions de paquets Kinder Joy Ferrero. Dairy Queen, un soci retornat de la pel·lícula anterior, va vendre el gelat "Jurassic Chomp" en tasses col·leccionables, mentre que Doritos i Dr Pepper van comercialitzar versions dels seus productes que presentaven imatges dels dinosaures de la pel·lícula. Per a la Super Bowl LII, Trevorrow va dirigir un anunci de Jeep protagonitzat per Goldblum amb un T. rex. En 24 hores després del seu llançament, el comercial va rebre 39,7 milions de visualitzacions en línia, més que cap tràiler de pel·lícules vist en línia després del seu debut a la televisió de Super Bowl. Universal també es va associar amb Amazon per a un truc de màrqueting on una caixa de mida dinosaure va ser conduïda al voltant de Los Angeles en un camió per promocionar la pel·lícula.
Els socis de llicències de Mattel, Lego, i Funko van crear joguines basades en la pel·lícula. Mattel va produir una varietat de joguines, inclosos dinosaures i figures d'acció, així com nines Barbie amb la semblança de Pratt i Howard com els seus personatges. Mattel va llançar una aplicació mòbil amb el títol de Jurassic World Facts com un producte llicenciat a les seves joguines de dinosaures, que incloïen vodis que es podien escanejar per recopilar fets sobre cada criatura. Lego va llançar una sèrie de jocs i personatges de Lego basats en la pel·lícula. Un videojoc, Jurassic World Evolution, es va estrenar simultàniament amb la pel·lícula. Una minisèrie de realitat virtual en dues parts anomenada Jurassic World: Blue, creada per Felix & Paul Studios i Industrial Light and Magic, va ser llançada per Auriculars Oculus VR com un producte llicenciat de la pel·lícula, amb Blue a Illa Nublar en el moment de l'erupció volcànica. Trevorrow, Glover i Ewins van crear un lloc web i una campanya per a "Extinction Now!" (l'antítesi a Dinosaur Protection Group), que es va llançar poc abans del llançament de la pel·lícula. La campanya va incloure un clip de metratge trobat d'un Tyrannosaurus lliure per San Diego, una referència a The Lost World: Jurassic Park.

## Seqüela
Una seqüela sense títol, coneguda com a Jurassic World 3, està programada per a la seva estrena l'11 de juny de 2021. Trevorrow dirigirà la pel·lícula i escriurà el guió amb Emily Carmichael, basada en una història d'ell i Connolly. Trevorrow i Spielberg seran productors executius de la pel·lícula, amb Marshall i Crowley com a productors.

## Crítica
- "Una dels millors lliuraments de la saga (...) El director controla l'admiració i la nostàlgia, ret homenatge a la franquícia i al cinema del mestre sense caure en obvietats o posar-se melindrós (...) Puntuació: ★★★★★ (sobre 5)"[39]

- "Encara que Baiona fa un treball competent, fent que l'acció sigui dinàmica, no pot fer gran cosa perquè transcendeixi el guió (...) que és un pastitx estrany de pel·lícula de catàstrofes."[40]

- "S'allibera a si mateixa dels tòpics de gènere de pel·lícules anteriors (...) Si els lliuraments futurs són així de rics i emocionants, això durarà bastant.[41]
- Pel·lícula de pura evasió i entreteniment directe...té escenes cinematogràfiques de terror que quedaran gravades en la retina de vells i nous fans de la saga[42]